# Yamashita Tatsuya
Yamashita Tatsuya (山下 達也 Yamashita Tatsuya, sinh ngày 7 tháng 11 năm 1987 ở Hyōgo) là một cầu thủ bóng đá người Nhật Bản thi đấu cho Cerezo Osaka.

## Thống kê sự nghiệp câu lạc bộ
Cập nhật đến ngày 23 tháng 2 năm 2018.
| Thành tích câu lạc bộ | Thành tích câu lạc bộ | Thành tích câu lạc bộ | Giải vô địch | Giải vô địch | Cúp                   | Cúp                   | Cúp Liên đoàn | Cúp Liên đoàn | Châu lục | Châu lục  | Tổng cộng | Tổng cộng |
| Mùa giải              | Câu lạc bộ            | Giải vô địch          | Số trận      | Bàn thắng    | Số trận               | Bàn thắng             | Số trận       | Bàn thắng     | Số trận  | Bàn thắng | Số trận   | Bàn thắng |
| Nhật Bản              | Nhật Bản              | Nhật Bản              | Giải vô địch | Giải vô địch | Cúp Hoàng đế Nhật Bản | Cúp Hoàng đế Nhật Bản | Cúp Liên đoàn | Cúp Liên đoàn | Châu Á   | Châu Á    | Tổng cộng | Tổng cộng |
| --------------------- | --------------------- | --------------------- | ------------ | ------------ | --------------------- | --------------------- | ------------- | ------------- | -------- | --------- | --------- | --------- |
| 2011                  | Cerezo Osaka          | J1 League             | 0            | 0            | 0                     | 0                     | 0             | 0             | –        | –         | 0         | 0         |
| 2007                  | Cerezo Osaka          | J2 League             | 7            | 0            | 0                     | 0                     | –             | –             | –        | –         | 7         | 0         |
| 2008                  | Cerezo Osaka          | J2 League             | 8            | 0            | 1                     | 0                     | –             | –             | –        | –         | 9         | 0         |
| 2009                  | Cerezo Osaka          | J2 League             | 1            | 0            | 0                     | 0                     | –             | –             | –        | –         | 1         | 0         |
| 2010                  | Cerezo Osaka          | J1 League             | 1            | 0            | 0                     | 0                     | 0             | 0             | –        | –         | 1         | 0         |
| 2011                  | Consadole Sapporo     | J2 League             | 37           | 0            | 0                     | 0                     | –             | –             | –        | –         | 37        | 0         |
| 2012                  | Cerezo Osaka          | J1 League             | 9            | 0            | 4                     | 0                     | 0             | 0             | –        | –         | 13        | 0         |
| 2013                  | Cerezo Osaka          | J1 League             | 26           | 3            | 3                     | 1                     | 6             | 0             | –        | –         | 35        | 4         |
| 2014                  | Cerezo Osaka          | J1 League             | 33           | 1            | 4                     | 0                     | 2             | 0             | 8        | 2         | 12        | 3         |
| 2015                  | Cerezo Osaka          | J2 League             | 42           | 2            | 1                     | 0                     | –             | –             | –        | –         | 43        | 2         |
| 2016                  | Cerezo Osaka          | J2 League             | 39           | 1            | 2                     | 0                     | –             | –             | –        | –         | 41        | 1         |
| 2017                  | Cerezo Osaka          | J1 League             | 26           | 2            | 1                     | 0                     | 2             | 0             | –        | –         | 29        | 2         |
| Tổng cộng sự nghiệp   | Tổng cộng sự nghiệp   | Tổng cộng sự nghiệp   | 239          | 9            | 16                    | 1                     | 10            | 0             | 8        | 2         | 273       | 12        |